# Rosazia
Rosazia es una comuna y población de Francia, en la región de Córcega, departamento de Córcega del Sur.
Su población en el censo de 1999 era de 65 habitantes.
- Datos: Q254098
- Multimedia: Rosazia / Q254098

1. ↑  Worldpostalcodes.org, código postal n.º 20121.
2. ↑  INSEE, Datos de población para el año 2012 de Rosazia (en francés).